# Batalla de Castañares
La batalla de Castañares fue un enfrentamiento militar decisivo ocurrido en la Argentina,  el 13 de diciembre de 1834, que determinó la autonomía de la provincia de Jujuy de la de Salta.
Tras varios intentos fallidos, el 18 de noviembre de 1834 los dirigentes jujeños, en un cabildo abierto, habían proclamado su autonomía y elegido como gobernador a José María Fascio. Aprovechando esto, Alejandro Heredia envió a su hermano Felipe Heredia y a Pablo Alemán a invadir Salta con un ejército de 4.000 tucumanos desde el sur.
Debido a este importante apoyo Fascio invadió Salta desde el norte, Latorre decidió enfrentar al jujeño primero por ser quien más próximo se hallaba. El día 12 de diciembre Latorre notó que la zona de la Finca de Castañares  era una posición muy incómoda por lo que decidió retroceder a la ciudad de Salta por las Lomas de Medeiros. En la madrugada siguiente Fascio, recién llegado pero enterado de este movimiento lo atacó.
La columna salteña fue tomada por sorpresa completamente, poniéndose rápidamente en fuga.
Finalmente el coronel Mariano Santibáñez fingió cambiarse de bando con algunos hombres, pudiendo acercarse a Latorre a quien tomó prisionero junto a varios oficiales, lo que dejó a los salteños sin líderes llevando a su dispersión. Heredia, caudillo de Tucumán, deseando imponer su influencia hizo elegir a Alemán y a su hermano Felipe gobernadores de Jujuy y Salta respectivamente a inicios de 1836. Salta debió pagar por los gastos de la guerra a los vencedores.